# فراتنيكا
فراتنيكا (Вратница) هي مدينة في مقاطعة تيتوفو في جمهورية مقدونيا.